# Pygora cultrata
Pygora cultrata är en skalbaggsart som beskrevs av Hippolyte Louis Gory och Achille Rémy Percheron 1835. Pygora cultrata ingår i släktet Pygora och familjen Cetoniidae. Inga underarter finns listade i Catalogue of Life.